# Словени у Грчкој Македонији
Словени су данас мањинско становништво у северној грчкој области Македоније, које су углавном концентрисане у појединим деловима периферије Западне и Централне Македоније, уз територију државе Северна Македонија. Њихови дијалекти се данас у Грчкој називају „словенским“, док се углавном сматрају српским и македонским. Неки од њих су формирали своје исељеничке заједнице у суседним земљама, али и даље у иностранству.

## Историја
Словени, већином Срби су у 6. веку живели на Балканском полуострву. Уз помоћ Авара и Бугара, словенска племена су у 6. веку започела постепено ширење на земље Византијског царства. Напали су Македонију и стигли до Тесалије и Пелопонеза на југ, насељавајући се у области које су Византинци називали Склавинијама. Почетком 9. века, словенско Бугарско царство је освојило северне византијске земље, укључујући већи део Македоније. Ти крајеви су остали под бугарском влашћу два века, све до освајања Бугарске од стране византијског цара из македонске династије Василија II 1018. године. Током 13. и 14. века Македонију су освајали Византијско царство, Латинско царство, Бугарска и Србија, али често померање граница није резултирало већим променама становништва. Године 1338. географско подручје Македоније је ушло у састав Српског царства, али након битке на Марици 1371. године већина македонских српских господара је била приморана да прихвати врховну османску власт.
Током средњег века Словени у Јужној Македонији су углавном били дефинисани као Бугари а то су наставили и током 16. и 17. века османски историчари и путници као што су Хоџа Садедин Ефенди, Мустафа Селаники, Хаџи Халфа и Евлија Челебија. Ипак, већина говорника словенског језика није формирала национални идентитет у модерном смислу и уместо тога је идентификована кроз своју верску припадност хришћанство.
Неки словени, такође су прешли на ислам. Чини се да је ова конверзија била постепен и добровољан процес. Економска и друштвена добит била је подстицај да се постане муслиман. Муслимани су такође уживали неке законске привилегије. Ипак, успон европског национализма у 18. веку довео је до експанзије хеленске идеје у Македонији и под утицајем грчких школа и Цариградске патријаршије, а део градског хришћанског становништва словенског порекла почео је више да гледа на себе као грчки. У Охридској бугарској архиепископији словенска литургија је била очувана на нижим нивоима на старословенском језику све до њеног укидања 1767. године. То је довело до првог књижевног дела на народном модерном бугарском, Историја словенобугарске 1762. године. Његов аутор је био монах Пајсије рођен у Македонији, који га је написао у бугарском православном манастиру Зограф, на Светој Гори. Ипак, требало је скоро читав век да бугарска идеја поврати превласт у региону. Пајсије је био први ватрени позив на национално буђење и позвао своје сународнике да одбаце потчињавање грчком језику и култури. Пример Пајсија следили су и други бугарски националисти у Македонији 18. века.
Македонски Бугари су активно учествовали у дугој борби за самосталну бугарску патријаршију и бугарске школе током 19. века. Оснивање Бугарске егзархије (1870) имало је за циљ диференцијацију бугарског од грчког становништва на етничкој и језичкој основи, чиме се обезбеђују услови за отворено утврђивање бугарског националног идентитета. С друге стране, Унутрашња македонска револуционарна организација основана је 1893. године у османском Солуну од стране неколико наставника и стручњака из бугарског егзархата који су настојали да створе милитантни покрет посвећен аутономији Македоније и Тракије у оквиру Османског царства. Многи бугарски егзархисти учествовали су у Илинденском устанку 1903. са надом у ослобођење од Порте. Године 1883. регион Костур се састојао од 60.000 људи, сви хришћани, од којих су 4/9 били славенофони Грци, а осталих 5/9 били су грчки Грци, албански Грци и Цинцари.
- Француска етнографска карта Балкана Ами Боуеа, 1847.
- Народности југоисточне Европе, 1897.
- Региони Балканског полуострва насељени етничким Бугарима 1912. године, према бугарском гледишту.
- Грчка етнографска карта из 1918. године, која приказује македонске Словене као посебан народ.

- Печат Бугарске егзархије општине Воден, 1870.
- Ученици грчке школе Зупаништа, близу Костура
- Бугарска мушка гимназија у Солуну прославља Дан Светих Ћирила и Методија, 1900.
- Насловна страна Кониковског јеванђеља, штампаног 1852. године.

Од 1900. па надаље, опасност од бугарске контроле узнемирила је Грке и Срби. Епископ касторије Германос Каравангелис је схватио да је време да се делује ефикасније и почео је да организује грчку опозицију. Германос је анимирао грчко становништво против ВМРО-а и формирао комитете за промовисање грчких интереса. Користећи унутрашње политичке и личне спорове у организацији, Каравангелис је успео да организује герилске групе. Почели су жестоки сукоби између Грка и Бугара у области Костура, на језеру Гианица и другде; обе стране су починиле окрутне злочине. Обе герилске групе морале су се такође супротставити турској војсци. Ови сукоби су окончани након револуције „Младотурака“ 1908. године, пошто су они обећали да ће поштовати све националности и вероисповести и генерално обезбедити устав.
Током Балканских ратова, Турци, Бугари и Грци су починили многа злодела у рату око Македоније. Након завршетка Балканских ратова 1913. године, Грчка је преузела контролу над јужном Македонијом и започела званичну политику присилне асимилације која је укључивала насељавање Грка из других покрајина у јужну Македонију, као и лингвистичку и културну хеленизацију Словена која се наставила и после Првог светског рата. Грци су протерали егзархистичке црквенике и учитеље и затворили бугарске школе и цркве. Бугарски и српски језик (укључујући и македонске дијалекте) су били забрањен, а њихова прикривена употреба, кад год је откривена, исмевана је или кажњавана. Улазак Бугарске у Први светски рат на страни Централних сила означио је драматичну промену у начину на који европско јавно мњење гледа на словенско становништво Македоније. Коначна победа савезника 1918. године довела је до победе визије словенског становништва Македоније као аморфне масе, без развијене националне свести. У Грчкој, избацивање бугарске цркве, затварање бугарских школа и забрана издавања на бугарском језику, заједно са протеривањем или бекством у Бугарску великог дела македонске бугарске интелигенције, послужили су као увод у кампање насилна културна и језичка асимилација. Преостали македонски Словени су класификовани као „славофони“. После Илинденског устанка, Балканских ратова и посебно после Првог светског рата у Бугарску се доселило више од 100.000 Словена из Грчке Македоније.
Постојао је споразум 1919. између Бугарске и Грчке који је пружио могућности да се Бугари иселе из Грчке. До грчко-турског рата (1919–1922) и размене становништва између Грчке и Турске 1923. године у региону је било и неких заједница Помака.

### Унутрашња македонска револуционарна организација
Током Балканских ратова припадници македонске организације су се придружили Македонско-јадранском добровољачком корпусу и борили се са бугарском војском. Други су са својим четама помагали бугарској војсци у њеном напредовању, а трећи су продрли чак до региона Костура, у југозападној Македонији. У Другом балканском рату групе организације су се бориле против Грка иза линија фронта, али су касније разбијене и протеране. Резултат Балканских ратова био је да је македонска област подељена између Бугарске, Грчке и Србије. Организација је задржала своје постојање у Бугарској, где је играо улогу у политици играјући се на бугарски иредентизам и подстичући поновни рат. Током Првог светског рата у Македонији (1915–1918) организација је подржавала бугарску војску и придружила се бугарским ратним властима. Бугарска војска, подржана снагама организације, успешно је у првим етапама овог сукоба дошла на положаје на линији предратне грчко-српске границе.
Бугарско напредовање у источној Македонији која је држала Грчка, изазвало је унутрашњу грчку кризу. Влада је наредила својим трупама у тој области да не пружају отпор, а већина корпуса је била приморана да се преда. Међутим, послератни уговор из Неуилиа поново је ускратио Бугарској оно што је сматрала да је њен удео у Македонији. Од 1913. до 1926. дошло је до великих промена у структури становништва услед етничких миграција. Током и након Балканских ратова, око 15.000 Словена је напустило нове грчке територије у Бугарску, али значајнија је била грчко-бугарска конвенција 1919. године на којој је око 72.000 Словена напустило Грчку у Бугарску, углавном из источне Македоније, која је од тада остала готово слободна од словенских народа. ВМРО је почела да шаље наоружане групе у Грчку Македонију да убију званичнике. Двадесетих година 20. века у области грчке Македоније деловале су 24 чете и 10 локалних извиђачких одреда. Многи мештани су били репресирани од стране грчких власти због сумње у контакте са револуционарним покретом. У овом периоду комбиновани македонско-јадрански револуционарни покрет се одвојио на Унутрашњу Тракијску Револуционарну Организацију и Унутрашњу Македонску Револуционарну Организацију. Ово је била револуционарна организација активна у грчким регионима Тракије и Источне Македоније до реке Струме. Повод за оснивање је био пренос региона из Бугарске у Грчку у мају 1920. године.
Крајем 1922. грчка влада је почела да протерује велики број трачких Бугара у Бугарску и активност организације је прерасла у отворену побуну. У међувремену, левичари су основали нову организацију 1925. године у Бечу. Међутим, није имала стварну подршку народа и остала је базирана у иностранству, тесно повезана са Коминтерном и Балканском комунистичком федерацијом. Константна братоубилачка убиства и атентати организација у иностранству испровоцирали су неке у бугарској војсци након пуча од 19. маја 1934. да преузму контролу и сломе моћ организација, које су постале виђене као гангстерске организације унутар Бугарске.

### Међуратни период
Инциденти у Тарлису и Петричу изазвали су тешке протесте у Бугарској и међународно негодовање против Грчке. Заједнички грчко-бугарски комитет за емиграцију истражио је инцидент и своје закључке представио Друштву народа у Женеви. Као резултат тога, у Женеви је 29. септембра 1925. године потписан билатерални бугарско-грчки споразум, познат као Политис-Калфов протокол по захтеву Друштва народа, којим се грчки славенофони признају као Бугари и гарантује њихова заштита. Следећег месеца у грчким школама у Егејској Македонији представљен је уџбеник за словенски језик на латинском, познат као Абецедар, који је издало грчко министарство образовања. Грчки парламент је 2. фебруара 1925. под притиском Србије одбио ратификацију Грчко-српског коалиционог уговора из 1913. године. Споразум је трајао 9 месеци до 10. јуна 1925, када га је Друштво народа поништио.
Током 1920-их Коминтерна је развила нову политику за Балкан, о сарадњи између комуниста и македонског покрета. Идеју о новој јединственој организацији подржао је Совјетски Савез, који је видео шансу да овај добро развијени револуционарни покрет искористи за ширење револуције на Балкану. У такозваном Мајском манифесту од 6. маја 1924. први пут су представљени циљеви јединственог словенско-македонског ослободилачког покрета: „независност и уједињење подељене Македоније, борба против свих суседних балканских монархија, формирање Балканске комунистичке федерације“. Године 1934. Коминтерна је издала и посебну резолуцију о признавању националности словенских Македонаца. Ову одлуку подржала је Комунистичка партија Грчке и КПЈ.
Попис из 1928. године забележио је 81.844 говорника словенских језика или 1,3% становништва Грчке, за разлику од 16.755 оних који говоре бугарски. Савремени незванични грчки извештаји наводе да је у Македонији било 200.000 становника који говоре „бугарски“, од којих 90.000 нема грчки национални идентитет. Највећи део словенске мањине био је концентрисан у Западној Македонији. Попис је показао да их је било 38.562 у округу Флорина или 31% укупног становништва и 19.537 у округу Едеса или 20% становништва. Према речима префекта Флорине, 1930. године било их је 76.370 (61%), од којих 61.950 (или 49% становништва) није имало грчки национални идентитет. Ситуација за говорнике словенског постала је неподношљива када је Метаксасов режим преузео власт 1936. године. Метаксас се чврсто супротстављао иредентистичким фракцијама Словенима северне Грчке углавном у Македонији и Тракији, од којих су неки били подвргнути политичком прогону због залагања за иредентизам у односу на суседне земље. Имена и презимена места су званично хеленизована, а домаћи словенски дијалекти забрањени чак и за личну употребу. У то време многи говорници словенског језика напустили су своје домове и емигрирали у Сједињене Државе, Канаду и Аустралију. Промена имена је извршена према грчком језику.

### Други светски рат
Охрана су били наоружани одреди које је организовала бугарска војска, састављена од пробугарског оријентисаног дела словенског становништва у окупираној грчкој Македонији током Другог светског рата, предвођени бугарским официрима. Године 1941. године грчку Македонију окупирале су немачке, италијанске и бугарске трупе. Бугарске трупе су заузеле источну Македонију и западну Тракију. Бугарска политика је била да придобије лојалност словенског становништва и да им усади бугарски национални идентитет. Неки од ових људи су дочекали Бугаре као ослободиоце, посебно у источној и централној Македонији, међутим, ова кампања је била мање успешна у западној Македонији коју су окупирали Немци. На почетку окупације у Грчкој већина говорника словенског у том подручју осећала се као Бугари. Само мали део је имао прохеленска осећања.
Бугарске окупаторске снаге започеле су кампању истребљења Грка из Македоније. Бугаре је у овом етничком чишћењу подржала словенска мањина у Македонији. У граду Драми у мају 1941. убијено је преко 15.000 Грка. До краја 1941. године, преко 100.000 Грка је протерано из овог краја.
За разлику од Немачке и Италије, Бугарска је званично анектирала окупиране територије, које су дуго биле мета великобугарског иридентизма. Покренута је масовна кампања „бугаризације“, у којој су сви грчки званичници депортовани. Овај поход је био успешан посебно у источној, а касније и у централној Македонији, када су Бугари ушли у то подручје 1943. године, након повлачења Италије из Грчке. Сви тамошњи говорници словенски су сматрани Бугарима и нису толико ефикасни у западној Македонији коју су окупирали Немачки. Забрањена је употреба грчког језика, називи градова и места су промењени у облике традиционалне у бугарском. Осим тога, бугарска влада је покушала да промени етнички састав региона, експропријацијом земљишта и кућа од Грка у корист бугарских досељеника. Исте године немачка Врховна команда одобрила је оснивање бугарског војног клуба у Солуну. Бугари су организовали снабдевање храном и намирницама за словенско становништво у средњој и западној Македонији, са циљем да придобију локално становништво које се налазило у зони немачке и италијанске окупације. Бугарски клубови су убрзо почели да добијају подршку међу деловима становништва. Многи политички затвореници комунисти ослобођени су уз посредовање Бугарског клуба у Солуну, који је заступао немачке окупационе власти. Сви су се изјашњавали о бугарској националности.
Бугарски клуб је 1942. године затражио помоћ од Врховне команде у организовању оружаних јединица међу словенским говорним становништвом у северној Грчкој. У ту сврху бугарска војска је, уз одобрење немачких снага на Балкану, послала шачицу официра бугарске војске у зоне које су окупирале италијанске и немачке трупе да се придруже немачким окупаторским снагама као „официри за везу„. Сви бугарски официри који су доведени у службу били су локално рођени Македонци који су емигрирали у Бугарску са својим породицама током 1920-их и 1930-их у оквиру Нејског споразума према којем је 90.000 Бугара мигрирало у Бугарску из Грчке. Ови официри су добили циљ да формирају наоружане бугарске милиције. Бугарска је била заинтересована за стицање зона под италијанском и немачком окупацијом и скочила је да утиче на оданост 80.000 Словена који су тамо живели у то време. Појава грчких партизана у тим крајевима убедила је Италијане да дозволе формирање ових колаборационистичких одреда. Након пораза сила Осовине и евакуације нацистичких окупационих снага, многи припадници Охрана придружили су се Славомакедонском народноослободилачком фронту где су још увек могли да следе свој циљ сецесије. Напредовање Црвене армије у Бугарску у септембру 1944. године, повлачење немачких оружаних снага из Грчке у октобру, значило је да се бугарска армија мора повући из грчке Македоније и Тракије. Дошло је до приближавања Грчке комунистичке партије и колаборационистичких јединица Охрана. Даља сарадња између Охрана под бугарском контролом и Македонског ослободилачког фронта уследила је када је договорено да ће Грчкој Македонији бити дозвољено да се отцепи. Коначно, процењује се да су се читаве јединице Охрана придружиле овој другој огранизацији који је почела да врши притисак на руководство Војске да дозволи аутономну акцију у Грчкој Македонији.
Постојао је и већи прилив избеглица у Бугарску када се бугарска војска повукла из региона Драма-Сер крајем 1944. Велики део Бугара и оних који говоре словенски језик емигрирао је тамо. Године 1944. грчке власти су процениле да су декларације бугарске националности, на основу месечних извештаја, достигле 16.000 у областима грчке Македоније под немачком окупацијом али према британским изворима, декларације бугарске националности широм Западне Македонија је достигла број од 23.000. На почетку бугарске окупације 1941. године у источној Македонији било је 38.611 декларација о бугарском идентитету. Тада се етнички састав области Сера састојао од 67 963 Грка, 11 000 Бугара и 1237 осталих, највише Срба; у региону Валовиште- 22 295 Грка, 10 820 Бугара и 685 осталих; Драмски регион- 11 068 Бугара, 117 395 Грка и др.; Зељахово регион – 4710 Бугара, 28 724 Грка и др.; Кавалски регион – 59 433 Грка, 1000 Бугара и 3986 осталих; Тасос- 21 270 и 3 Бугара; Регион Елефтеруполија – 36 822 Грка, 10 Бугара и 301 други. На другом попису становништва 1943. године бугарско становништво се повећало за мање од 50.000 а не већи пад грчког становништва.

### Грађански рат
Током почетка Другог светског рата, грчки словенски грађани борили су се у оквиру грчке војске све док земља није окупирана 1941. Грчки комунисти су већ били под утицајем Коминтерне и то је била једина политичка партија у Грчкој која је признала македонски национални идентитет. Као резултат тога, многи говорници словенског језика придружили су се Комунистичкој партији Грчке и учествовали у партизанским активностима. Комунистичка партија је изразила намеру да се „бори за национално самоопредељење репресивних Македонаца“. Године 1943, етнички македонски припадници Комунистичке партије, основали су Словенско-македонски народноослободилачки фронт (СНОФ). Главни циљ СНОФ-а био је да добије целокупну подршку локалног становништва и да га преко СНОФ-а мобилише за циљеве Народноослободилачког фронта Други велики циљ била је борба против бугарске организације Охрана и бугарских власти. За то време, етничким Македонцима у Грчкој било је дозвољено да издају новине на македонском и да воде школе. Крајем 1944. године, након повлачења Немаца и Бугара из Грчке, партизански покрет Јосипа Броза Тита није скривао намеру да се шири. Од овог периода су они који говоре словенским језиком у Грчкој, који су себе раније називали „Бугарима“, све више почели да се идентификују као „Македонци“. До 1945. Други светски рат је завршен и Грчка је била у отвореном грађанском рату. Процењује се да је после завршетка Другог светског рата преко 20.000 људи избегло из Грчке у Бугарску. Сарадња сељака са Немцима, Италијанима, Бугарима је донекле била одређена геополитичким положајем сваког села. У зависности од тога да ли је њихово село било подложно нападима грчких комунистичких герилаца или окупационих снага, сељаци би се определили да подрже страну у односу на коју су били најрањивији. слобода“ (аутономија или независност) раније прогањаној словенској мањини као средство за добијање њене подршке.

### Народноослободилачки фронт
Народноослободилачки фронт су организовале политичке и војне групе словенске мањине у Грчкој, које су деловале од 1945. до 1949. године. Међуратни период је био време када је део њих дошао до закључка да су Македонци. Непријатељство Грка према словенској мањини изазвало је тензије које су прерасле у сепаратизам. Након признавања македонске националности од стране Коминтерне 1934. године, грчки комунисти су признали и македонски национални идентитет. Тај сепаратизам је појачан подршком комунистиста Југославије, будући да су нове југословенске власти после 1944. године подстицале раст македонске националне свести.
После Другог светског рата, становници jугословенске СР Македоније су под притиском почели да се осећају и да се изјашњавају као Македонци, потпомогнути Брозовом комунистичком политиком. Комунистичка Бугарска је такође започела политику претварања Македоније у везу за успостављање нове Балканске Федеративне Републике и стимулисања у бугарској Македонији развоја изразите словенско-македонске свести. Међутим, убрзо су се појавиле разлике између Југославије и Бугарске у погледу националног карактера македонских Словена – док су Бугари сматрали да су они изданак Бугара, Југославија их је сматрала независном нацијом која нема никакве везе са Бугарима. Тако је почетна толеранција према македонској пиринској Македонији постепено прерасла у потпуну узбуну.
У почетку је НОФ организовао митинге, уличне и фабричке протесте и издавао илегалне подземне новине. Убрзо по оснивању, чланови су почели да формирају оружане партизанске одреде. Године 1945. формирано је 12 таквих група у Костуру, 7 у Флорини и 11 у Едеси и региону Гианица. Многи Цинцари су се такође придружили Македонцима у НОФ-у, посебно у региону Костур. НОФ се спојио са Демократском војском Грчке (ДСГ) која је била главна оружана јединица која је подржавала Комунистичку партију.
Захваљујући једнаком третману Комунистичке партије према етничким Македонцима и Грцима, многи етнички Македонци су се пријавили као добровољци у ДСГ (60% ДСГ је било састављено од словенских Македонаца).
Према информацијама које је објавио Паскал Митровски на првом пленуму НОФ-а у августу 1948. године, око 85% словенског становништва у Грчкој Македонији имало је етнички македонски самоидентитет. Процењује се да су од 20.000 бораца ДСГ-а, 14.000 били словенски Македонци из Грчке Македоније. С обзиром на њихову важну улогу у бици, Партија је променила своју политику према њима. На петом пленуму Партије, 31. јануара 1949. донета је резолуција којом се проглашава да ће после победе Партије, словенски Македонци наћи своју националну обнову како желе.

### Избеглице
ДСГ је полако враћен и на крају поражен. Хиљаде говорника словенског језика протерано је и побегло у новоосновану Социјалистичку Републику Македонију, док је још хиљаде деце нашло уточиште у другим земљама источног блока. Познати су као Децата бегалци. Многи од њих су стигли у Сједињене Америчке Државе, Канаду и Аустралију. Друге процене тврде да је 5.000 послато у Румунију, 3.000 у Чехословачку, 2.500 у Бугарску, Пољску и Мађарску и још 700 у Источну Немачку. Међутим, документ из 1951. из Социјалистичке Федеративне Републике Југославије наводи да је укупан број етничких Македонаца и Грка који су стигли из Грчке између 1941. и 1951. године био 28.595. Од 1941. до 1944. у НР Македонији уточиште је нашло 500, 1944. 4.000 људи, 1945. 5.000, 1946. 8.000, 1947. 6.000, 1948. 3.100, 1948. 3.100 и 1948. године а 1951. године 15 људи. Око 4.000 је напустило Југославију и преселило се у друге социјалистичке земље (а врло мало их је отишло и у западне земље). Тако је 1951. године у Југославији било 24.595 избеглица из Грчке Македоније. Чак 19.000 је живело у југословенској Македонији, 4.000 у Србији и 1595 у другим југословенским републикама.
Овај податак потврђује Комунистичка партија, који тврди да је укупан број политичких избеглица из Грчке (укључујући и Грке) био 55.881.

### Постратни период
Од завршетка Грчког грађанског рата многи етнички Македонци су покушали да се врате својим домовима у Грчкој. Закон о амнестији из 1982. године који је навео „сви Грци пореклом који су током грађанског рата 1946–1949 и због тога побегли у иностранство као политичке избеглице имали право да се врате“, чиме су искључени сви они који се нису идентификовали као етнички Грци.
Ово је стављено у први план убрзо након проглашења независности Републике Македоније (сада Северна Македонија) 1991. Многим етничким Македонцима је одбијен улазак у Грчку јер су у њиховој документацији наведена словенска имена места рођења за разлику од званичних грчких имена, упркос деци избеглицама, сада већ одраслим људима, познају своје село само под локалним македонским именом. Ове мере су чак проширене и на држављане Аустралије и Канаде. Упркос томе, постојали су спорадични периоди слободног уласка, од којих је већина трајала само неколико дана. Упркос уклањању званичног признања онима који су се идентификовали као етнички Македонци након завршетка Грчког грађанског рата, у писму префекта Флорине К. Тусилдиса из 1954. наводи се да људи и даље потврђују да је језик којим су говорили македонски у облицима који се односе на на лична документа, матичне књиге рођених и венчаних итд.
Од касних 1980-их дошло је до македонског етничког препорода у већем делу северне Грчке, посебно тамо где говорници македонског језика нису миноризовани. Године 1984. основан је „Покрет за људска и национална права Македонаца Егејске Македоније“, након чега је уследило стварање „Централног комитета за македонска људска права“ у Солуну 1989. године. Године 1990. манифест ове групе представљен је Конференцији за европску безбедност и сарадњу у име етничких Македонаца. Након тога је формиран „Македонски покрет за просперитет Балкана“  а 1993. године ова група је одржала први „Свемакедонски конгрес“ у Грчкој. Двојезичне новине „Та Меглена“ на македонском и грчком језику први пут су пуштене у штампу 1989. године и иако су биле ограничене на регион Меглене, имале су 3.000 читалаца. Године 1989. започели су први покушаји оснивања „Дома македонске културе“ у Флорини. Македонски покрет за просперитет Балкана је учествовао на локалним изборима 1993. и добио 14 одсто гласова у префектури Флорина.
Према студији антрополога Рики ван Боесфотен, 64% становника 43 села у области Флорине су говорили македонски језик. Према студији из 1993. године, од 90 села у префектури Флорина, 50% је било насељено само са словенским говорницима, док је још 23% са мешовитим становништвом које говоре словенски језик и другим групама. Једно истраживање архива у Лангадасу и басену језера Коронеја у префектури Солун открило је да већина од 22 села у тој области има становништво које се углавном састоји од бивших говорника словенског.
У јануару 1994, Дуга (македонски: Виножито) је основана као политичка партија која представља етничку македонску мањину. На изборима за Европски парламент 1994. странка је добила 7.263 гласа и освојила 5,7% гласова у округу Флорина. Странка је отворила своје канцеларије у Флорини 6. септембра 1995. Отварање канцеларије наишло је на снажно непријатељство и те ноћи су канцеларије опљачкане. Године 1997. први пут је почео да излази лист „Зора“ (македонски: Зора), а следеће године је одржан Други свемакедонски конгрес у Флорини. Убрзо је почео да излази и часопис „Македонико”.
Године 2001. основана је прва македонска православна црква у Грчкој у региону Аридаја. Те године је изашао и часопис „Лоза“. У наредним годинама основано је неколико радио станица на македонском језику, али су многе, укључујући „Македонски глас“, угасиле грчке власти. Током овог периода етнички Македонци као што је Костас Новакис почели су да снимају и дистрибуирају музику на изворним македонским дијалектима. Етнички македонски активисти су поново штампали језички буквар Абецедар, у покушају да подстакну даљу употребу македонског језика. Међутим, недостатак литературе на македонском језику оставио је многе младе етничке македонске студенте зависне од уџбеника из Републике Македоније. Године 2008. тридесет етничких Македонаца из села Lерин, Овчарани, Горничево, Баница протестовало је против присуства грчке војске у региону Флорине.
Почетком 2010. први пут је пуштено у штампу неколико листова на македонском језику. Почетком 2010. године први пут су изашле новине Задруга. Убрзо је уследило издавање новина Нова Зора у мају 2010. Процењена читалачка групација новина је 20.000, док је оно у Задруга знатно мање читана. "Фондација Крсте Петков Мисирков" основана је 2009. године, која има за циљ оснивање музеја посвећеног етничким Македонцима у Грчкој, уз сарадњу са другим македонским мањинама у суседним земљама. Фондација има за циљ каталогизацију етничке македонске културе у Грчкој, заједно са промоцијом македонског језика.

## Етничке и лингвистичке групације
Припадници ове групе су имали низ супротстављених етничких идентификација. Претежно идентификовани као македонски Бугари до раних 1940-их од формирања македонске националне државе, многи мигранти у дијаспори (Аустралија, Сједињене Државе и Канада) сада осећају снажан македонски идентитет и следили су консолидацијu македонске етничке припадности. Oни који су остали у Грчкој сада се углавном изјашњавају као етнички Грци. Македонски регион Грчке има грчку већину која укључује потомке понтских Грка, али је етнички диверзитет разнолик (укључујући Арваните, Цинцаре, Меглено-Власе и Словене).
Другу групу у данашњој Грчкој чине они који наизглед одбацују било какав национални идентитет, али имају посебан регионални етнички идентитет, који би могли назвати „аутохтоним“ (грчки: ντοπια), што би се могло схватити као славомакедонски или македонски а најмању групу чине они који имају такозвани етнички македонски национални идентитет. Они говоре источно-јужнословенским дијалектима који се обично лингвистички класификују као македонски али који се локално често називају једноставно „словенским“ или „локалним језиком“. Кључни елемент те контроверзе је и сам назив Македонац, јер га користи и многобројнија група људи са грчким националним идентитетом да означи свој регионални идентитет. Израз „Егејски Македонци“, који се углавном користи у Северној Македонији и у иредентистичком контексту Уједињене Македоније, повезује се са оним деловима становништва који имају такозвани етнички македонски идентитет. Говорници који се идентификују као Грци или имају јасан регионални етнички идентитет, често говоре о себи једноставно као о „локалним људима“ (грчки: ντοπιοι), да би се разликовали од оних који говоре грчки матерњи језик из остатка Грчке и/или грчких избеглица из Мале Азије који ушао у то подручје 1920-их и касније.
Неки говорници словенског језика у Грчкој Македонији ће такође користити израз „Македонци“ или „Славомакедонци“, иако у регионалном, а не у етничком смислу. Грчки извори, који обично избегавају идентификацију групе са нацијом Северне Македоније, такође одбијају употребу назива „Македонац“ за људе из Северне Македоније и само их идентификују као Грци који говоре словенским језиком. „Словенски говорници“ или „славофони“ се такође користе као покриће за људе различитих етничких оријентација. Тачан број ове мањине која је данас остала у Грчкој, заједно са избором етничке идентификације њених припадника, тешко је утврдити; већина максималних процена креће се у распону од 180.000–200.000, а оне етничке македонске националне свести могу да броје од 10.000 до 30.000. Међутим, према мишљењу водећих стручњака за ову проблематику, број овог народа се смањио последњих деценија, због мешовитих бракова и урбанизације; они сада броје између 50.000 и 70.000 људи, од којих се око 10.000 идентификује као етнички Македонци.

## Дискриминација
Након завршетка Првог светског рата у грчкој области Македоније спроведена је широко распрострањена политика хеленизације са насилно промењеним личним и топографским именима у грчке верзије и ћирилични натписи широм северне Грчке уклоњени су са надгробних споменика и цркава. Под режимом Јоаниса Метаксаса ситуација за говорнике словенског постала је неподношљива, због чега су многи емигрирали. Донет је закон о забрани бугарског језика. Многи људи који су прекршили правило депортовани су на острва Тасос и Кефалонију. Други су хапшени, новчано кажњени, премлаћивани и приморани да пију рицинусово уље или чак депортовани у пограничне регионе у Југославији након чврсте владине политике кажњавања мањина.
Током Грчког грађанског рата, области под комунистичком контролом су слободно училе ново кодификовани македонски језик. Током овог периода тврди се да је етничка македонска култура и језик цветали. Преко 10.000 деце је ишло у 87 школа, штампане су новине на македонском језику и отворена позоришта. Како су се Националне снаге приближавале, ови објекти су или затворени или уништени. Људи су се плашили угњетавања и губитка својих права под влашћу Националне владе, што је заузврат довело до тога да многи људи побегну из Грчке. Међутим, грчки комунисти су поражени у грађанском рату, њихова Привремена влада је прогнана, а десетине хиљада говорника словенског протерано је из Грчке. Многи су побегли како би избегли прогон од стране националне армије која је уследила. Онима који су побегли током Грчког грађанског рата одузето је грчко држављанство и имовина. Иако су ове избеглице класификоване као политичке избеглице, постојале су тврдње да су биле мете и због свог етничког и културног идентитета.
Током Хладног рата случајеве дискриминације људи који су се изјаснили као етнички Македонци и македонског језика, пријавио је  Human Rights Watch. Године 1959. објављено је да су становници три села положили 'језичку заклетву', одричући се свог словенског дијалекта. Према речима Рикија Ван Бешотена, овај „необичан ритуал” догодио се „вероватно на иницијативу званичника локалне власти”.
Према извештају Human Rights Watchиз 1994. године, заснованом на мисији утврђивања чињеница 1993. године у префектури Флорина и Битољу, Грчка је угњетавала етничке Македонце и спроводила програм за њихову насилну хеленизацију. Према њеним налазима, грчка влада је ускратила признање етничкој македонској мањини од стране грчке владе, која је одбила учење њиховог језика и других израза етничке македонске културе; припадници мањине су „раније били дискриминисани при запошљавању у јавном сектору, а можда трпе такву дискриминацију и сада”; мањински активисти су „суђено гоњени и осуђени због мирног изражавања својих ставова“ и генерално су били „малтретирани од стране власти, праћени и претње од стране снага безбедности и подвргнути економским и друштвеним притисцима који су резултат узнемиравања владе“, што је довело до климе страх. Грчка влада је даље дискриминисала етничке македонске избеглице које су побегле у Југославију током Грчког грађанског рата; док је грчким политичким избеглицама било дозвољено да поврате своје држављанство, њима то није било омогућено.
Грчка држава захтева од радио станица да емитују програм на грчком језику, стога искључује говорнике словенског језика у грчкој Македонији (које политичка партија Дуга сматра етничким Македонцима) из радио станица на словенском.

## Култура
Без обзира на политичку оријентацију, говорници македонског језика у Грчкој деле заједничку културу са етничким Македонцима. Заједнички су верски фестивали, игре, музика, језик, фолклор и народна ношња. Упркос овим заједничким карактеристикама, постоје регионални народни плесови који су специфични за особе које живе у Грчкој. Међутим, таласи избеглица и емиграције утицали су на ширење ове културе далеко изван граница Грчке. Грчка је блокирала покушаје етничких Македонаца да оснују Дом македонске културе упркос томе што их је Европски суд за људска права осудио за кршење слободе удруживања.
Коледа, древни словенски зимски ритуал, нашироко се слави широм северне Грчке од стране словенских говорника, у областима од Флорине до Солуна, где се зове Коледа. Прославља се око Божића окупљањем на сеоском тргу и паљењем ломаче, праћено локалном македонском музиком и игром.
Многе регионалне народне песме се изводе и на локалним македонским дијалектима и на стандардном македонском језику, у зависности од порекла песме. Међутим, то није увек био случај и 1993. године организација Greek Helsinki Monitor је утврдио да је грчка влада одбијала у „скоријој прошлости да дозволи извођење [етничких] македонских песама и игара“. Међутим, последњих година ова ограничења су укинута и поново се македонске песме слободно изводе на фестивалима и скуповима широм Грчке.

## Медији
Први медији на македонском језику у Грчкој су се појавили 1940-их. Листу „Црвена звезда“, који је први пут изашао 1942. године на локалном солунско-воденском дијалекту, често се приписује да је био први лист на македонском језику који је изашао у Грчкој. Убрзо је уследило издавање многих других, међу којима су „Единство“, „Словено-македонски глас“, „Нова Македонка“, „Слобода“, „Победа“, „Преспански глас“, „Искра“, „Стражар“ и др. Већина ових новина писана је на кодификованом македонском језику или на локалним македонским дијалектима. Новине "Непокорен" су излазиле од 1. маја 1947. до августа 1949. и служиле су као каснији пример медија на македонском језику у Грчкој. Био је повезан са Националним ослободилачким фронтом, који је био војна организација етничке македонске мањине у Грчкој. Часопис "Билтен" је још један пример македонских медија из периода грчког грађанског рата.
Након Грчког грађанског рата уведена је забрана јавне употребе македонског језика, што се одразило на пад свих медија на македонском језику. Деведесетих година прошлог века дошло је до поновног оживљавања штампе на македонском језику, укључујући издавање листова "Та Моглена", "Лоза", "Зора" и "Македонико". После тога је почетком 2010. године изашао часопис "Задруга" . Убрзо након тога, у мају 2010. године, изашао је месечник "Нова Зора". И Задруга и Нова Зора излазе и на македонском и на грчком језику. Неколико радио станица на македонском језику је недавно основано у Грчкој Македонији како би се побринуло за становништво које говори македонски. Ове станице су се, међутим, као и друге институције на македонском језику у Грчкој суочиле са жестоким противљењем власти, а једну од ових радио станица, „Македонски глас“, власти су затвориле.

## Језик и образовање
Словенски дијалекти који се говоре широм северне Грчке припадају источнословенској групи, коју чине бугарски и македонски и деле све карактеристике које ову групу издвајају од осталих словенских језика: постојање одређеног члана, недостатак падежа, недостатак глагола инфинитива, поредбени облици придева настали префиксом по-, будуће време које је образовано презентским обликом глагола којем претходи се/зе и постојање ренаративног расположења. Ови дијалекти обухватају горњо- и доњопреспански дијалект, костурски, нестрамско-костенарски, сер-драмско-лагадинско-неврокопски и солунско-воденски дијалект. Прилепско-битољски дијалекат је широко распрострањен у региону Флорине и чини основу стандардног македонског језика. Већина говорника говори и грчки, овај тренд је израженији код млађих особа.
Према Питеру Трудгилу: Ту је, наравно, веома интересантно аусбау социолингвистичко питање да ли је језик којим говоре бугарски или македонски, с обзиром да су се оба језика развила из јужнословенског дијалекатског континуума… У бившој југословенској Македонији и Бугарској не постоји проблем, наравно. Сматра се да Бугари говоре бугарски, а Македонци македонски. Словенски дијалекти Грчке, међутим, су дијалекти „без крова“ чији говорници немају приступ образовању на стандардним језицима. Грчки нелингвисти, када уопште признају постојање ових дијалеката, често их називају ознаком Славика, што имплицира да поричу да имају било какву везу са језицима суседних земаља. У ствари, чини се најразумнијим да се језик Помака назива бугарским, а језик хришћана који говоре словенском у Грчкој Македонији као македонски.
Све до средине деветнаестог века наставни језик у готово свим школама у региону био је грчки. Једна од првих бугарских школа почела је са радом 1857. године у Кукушу. Број бугарских школа се повећавао како се борба Бугара за црквену независност интензивирала и након оснивања Бугарске егзархије 1870. Према статистици Бугарске егзархије, до 1912. године, када је избио Први балкански рат, било је 296 бугарских школа са 589 наставника и око 19 000 ученика у Грчкој Македонији. Поређења ради, укупан број бугарско-егзархистичких школа у целој Македонији 1912. године био је 1196 са 2096 учитеља и 70 000 ученика. Све бугарске школе у грчкој и српској Македонији затворене су после Другог балканског рата. Језички буквар, Македонски Абецедар, првобитно штампан 1925. године, дизајниран је за говорнике који користе прилепско-битољски дијалект у области Флорине. Иако је у књизи коришћено латинично писмо, штампана је на локалном прилепско-битолском дијалекту. Током 1930-их, Метаксасов режим је забранио употребу српског и македонског језика у јавној и приватној употреби. Усвојени су закони који забрањују језик а говорници су се суочили са оштрим казнама укључујући хапшење, новчану казну, премлаћивање и присиљавање да пију рицинусово уље.
Међутим, током окупације Грчке Осовине током Другог светског рата ове казне су укинуте. Македонски је био у широкој употреби а новине на македонском језику су се појављивале од 1942. У периоду 1941–1944 у бугарској окупационој зони учио се бугарски језик. Током Грчког грађанског рата, кодификовани македонски језик се учио у 87 школа са 10.000 ученика у областима северне Грчке под контролом комунистичких снага, све до њиховог пораза од Националне армије 1949. године. После рата, све ове школе на македонском језику су затворене.
Недавно је било покушаја да се поново започне образовање на македонском језику. Године 2009. Образовни и културни покрет Едесе почео је да води курсеве на македонском језику, подучавајући македонско ћирилично писмо. У Солуну су такође почели курсеви на македонском језику, као начин даљег подстицања употребе македонског. Ови курсеви су од тада проширени на говорнике македонског језика у Флорини и Едеси.
Буквар на македонском језику Абецедар поново је штампан 2006. године у неформалном покушају да се поново уведе образовање на македонском језику. Овај буквар је 2006. године прештампала Политичка партија Дуга; штампан је на македонском, грчком и енглеском језику. У недостатку више књига на македонском језику штампаних у Грчкој, млади етнички Македонци који живе у Грчкој користе књиге пореклом из Северне Македоније.
Данас се словенски дијалекти слободно говоре у Грчкој, али постоји озбиљна бојазан од губитка језика међу млађим генерацијама због непознавања свог матерњег језика. Чини се да су извештаји о престанку употребе македонског језика у Грчкој били преурањени, а лингвисти попут Кристијана Воса тврде да језик има „стабилну будућност“ у Грчкој и да језик пролази кроз „препород“ међу млађим говорницима. Политичка партија Дуга је позвала на увођење језика у школе и у службене сврхе. Њима су се придружили и други, попут Панде Ашлакова, градоначелника општине Мелити, у позиву да се језик званично уведе у образовни систем.
Одређене карактеристике ових дијалеката, заједно са већином варијанти говорног македонског језика, укључују промену суфикса ови у ој чиме се стварају речи лебови → лебој. Често се губе интервокални сугласници /в/, /г/ и /д/, мењајући речи из половина → полојна („пола“) и сега → море („сада“), што се често појављује у дијалектима који се говоре на северу Македонија. По другим фонолошким и морфолошким карактеристикама остају слични осталим југоисточним дијалектима који се говоре у Северној Македонији и Албанији.

## Дијаспора
Изван Грчке постоји велика дијаспора у Северној Македонији, земљама бившег источног блока као што је Бугарска, као и у другим европским и прекоокеанским земљама.

### Бугарска
У Бугарској живи најбројнија словенска дијаспора из Грчке. Било је низа избегличких таласа, посебно после Берлинског споразума и Креснско-Разлошког устанка (1878), Илинденско-преображењског устанка (1903), током балканских ратова (1912–1913) и после Првог светског рата ( 1918). Према неким проценама, до почетка Балканских ратова укупан број избеглица из Македоније и Тракије износио је око 120.000. Други процењују да се средином 1890-их у Бугарску већ доселило између 100.000 и 200.000 Словена из Македоније. Око 100 000 Бугара побегло је у Бугарску из округа око Кукуша пред напредовањем грчке војске током Другог балканског рата. Још 66 000 је отишло из Грчке у Бугарску након завршетка Првог светског рата, након споразума о размени становништва између Бугарске и Грчке.
Избеглице и њихове различите организације играле су активну улогу у бугарском јавном и политичком животу: крајем 19. века чиниле су око трећине официра у војсци (430 од 1289), 43% државних службеника (15 000 од 38 000), 37% свештеника Бугарске егзархије (1.262 од 3.412) и трећина престоничког становништва. Врховни македонско-једренски комитет и Македонски научни институт су међу најзапаженијим организацијама које су основали македонски бугарски имигранти у Бугарској.

### Северна Македонија
Држава Северна Македонија је дом хиљадама људи који се изјашњавају као "егејски Македонци". Извори наводе да је број Егејских Македонаца који живе у Северној Македонији негде између 50.000 и 70.000. Већина ових људи су потомци избеглица из Другог светског рата и грчког грађанског рата које су побегле у тадашњу југословенску Македонију и Народну Републику Македонију под бугарском окупацијом. У годинама након сукоба дошло је до репатријације многих избеглица углавном из земаља источног блока. Избеглице су углавном биле настањене у напуштеним селима и подручјима широм југословенске Македоније. Велики део је отишао у тетовску и гостиварску област. Друга велика група требало је да се настани у Битољу и околини, док су избеглички логори основани у Куманову и Струмици. Велике енклаве грчких избеглица и њихових потомака налазе се у предграђима Топанског Поља и Автокаманде у Скопљу. Многи егејски Македонци су били на истакнутим позицијама у Северној Македонији, укључујући бившег премијера Николу Груевског и Димитра Димитрова, бившег министра просвете.

### Аустралија
У Аустралији живи и велика егејска македонска популација која се сама идентификује, од којих је многа стигла током раних 1900-их. Чарлс Прајс процењује да је до 1940. било 670 етничких Македонаца из Флорине и 370 из Костура који су живели у Аустралији. Група је била кључни присталица Македонско-аустралске народне лиге и од тада је формирала бројне емигрантске организације. Егејске македонске заједнице постоје у Ричмонду, Мелбурну, Манџимупу, Шепартону, Ванероу и Квинбијану. Ови имигранти су основали бројне културне и друштвене групе укључујући Цркву Светог Ђорђа и Лерин центар за заједнице у Шепартону и Егејску македонску салу изграђену у Ричмонду заједно са другим црквама и салама које се граде у Квинбејану у Манџимупу. „Македонско егејско удружење Аустралије“ је удружење за ову заједницу у Аустралији. Научник Питер Хил је проценио да се у Аустралији може наћи преко 50.000 егејских Македонаца и њихових потомака.

### Канада
Велика популација Македонаца емигрирала је у Канаду након неуспелог Илинденског устанка и као печалбари почетком 1900-их. Интерни попис становништва је открио да је до 1910. године већина ових људи била из области Флорине и Костура. До 1940. овај број је порастао на преко 1.200 породица, првенствено концентрисаних у региону Торонта. Процењује се да је још 6.000 етничких Македонаца стигло као избеглице, после Грчког грађанског рата. Једно од многих основаних културних и добротворних друштава укључивало је и „Удружење деце избеглица из Егејске Македоније“ основано 1979. године. Удружење је имало за циљ да уједини бившу децу избеглице из целог света, са огранцима ускоро основаним у Торонту, Мелбурну, Перту, Словачкој, Чешкој, Пољској и Македонији.

### Румунија
После Грчког грађанског рата хиљаде етничких Бугара и етничких Македонаца избеглице су расељене у Румунију. Између 1948. и 1949. године око 5.200 деце избеглица, свих етничких Бугара, Македонаца и Грка, послато је у Румунију. Највећи камп за евакуацију основан је у граду Тулгеш, и овде су све избеглице школоване на грчком, а етнички Македонци такође на македонском; остали језици су били румунски и руски.

### САД
Већина досељеника из Македоније који говоре словенским језиком стигла је у Сједињене Државе током прве деценије двадесетог века. Између 1903. и 1906. процењује се да је око 50.000 миграната који су говорили словенски језик из Македоније дошло у Сједињене Државе. Ови су се изјаснили или као Бугари или као македонски Бугари. Њихова најистакнутија организација, Македонска политичка организација, основана је у Форт Вејну, Индијана, 1922. године (преименована је у Македонску патриотску организацију 1952. године).

## Литаратура
- Human Rights Watch/Helsinki (1994). Denying Ethnic Identity: The Macedonians of Greece (PDF). Human Rights Watch. ISBN 978-1-56432-132-9.
- M. Murat Hatipoğlu (1999). The Moslem-Turks and Slavo-Macedonians of Greece: denying ethnic identities in a Balkan state. Sistem Offset. ISBN 978-975-94141-0-8.
- Chris Kostov (2010). Contested Ethnic Identity: The Case of Macedonian Immigrants in Toronto, 1900–1996. Peter Lang. ISBN 978-3-0343-0196-1.
- Karatsareas, Petros. „Greece's Macedonian Slavic heritage was wiped out by linguistic oppression – here's how”. The Conversation. Приступљено 19. 4. 2018.
- Margaronis, Maria (24. 2. 2019). „Greece's invisible minority – the Macedonian Slavs”. BBC News. Приступљено 24. 2. 2019.
- Hlavac, Jim (2014). „Language maintenance and sociolinguistic continuity among two groups of first-generation speakers: Macedonians from Aegean Macedonia and the Republic of Macedonia”.  Ур.: Hajek, John; Slaughter, Yvette. Challenging the Monolingual Mindset. Multilingual matters. стр. 131—148. ISBN 9781783092512.